# Norbert Jacques

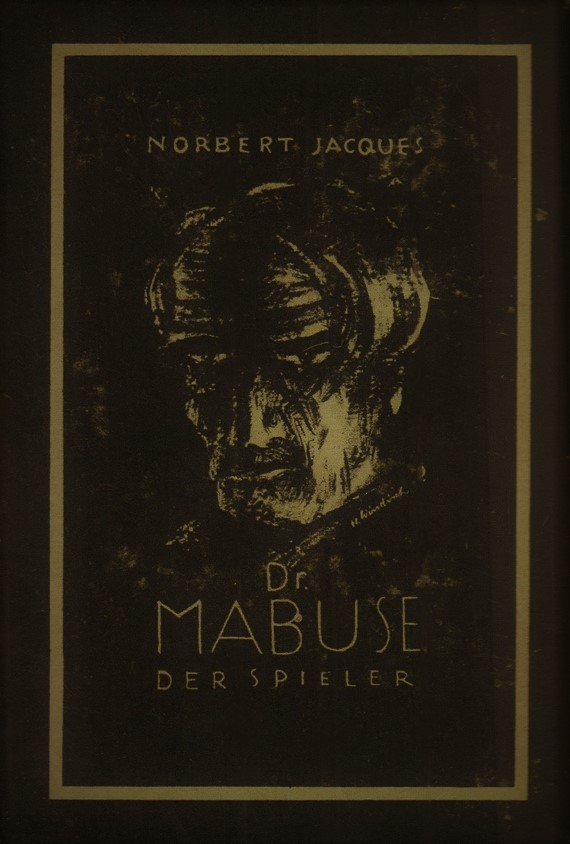
Dr. Mabuse.

Norbert Jacques (6 de junio de 1880 - 15 de mayo de 1954) fue un escritor y guionista de cine luxemburgués.

## Biografía
Es famoso por haber escrito el best-seller Dr. Mabuse (1921), novela que el director austriaco Fritz Lang pasara al cine al año siguiente. El personaje del doctor Mabuse es el de un hipnotizador y genio del crimen que adopta las más diversas identidades y se puede asociar al de Fantômas, creado en la misma época en Francia por Pierre Souvestre y Marcel Allain. Toda su obra la ha escrito en idioma alemán.

## Obra
- 1910 Der Hafen
- 1919 Landmann Hal
- 1920 Der heilige Lant
- 1922 Pulvermühle
- 1922 Dr. Mabuse, der Spieler
- 1926 Der Feueraffe
- 1929 Die Limburger Flöte